# Owensville (Indiana)
Pour les articles homonymes, voir Owensville.
Owensville est une ville du comté de Gibson dans l’Indiana.
Sa population était de 1 284 habitants en 2010.